# Kino Wolność w Szczecinku
Kino Wolność (dawniej „Przyjaźń”) – kino jednosalowe w Szczecinku. 
Posiada miejsca dla 297 widzów, system nagłośnienia Dolby Surround o mocy 3000 W. Przed ekranem znajduje się scena przeznaczona na występy estradowe. Kino „Wolność” jest placówką kulturalną Samorządowej Agencji Promocji i Kultury SAPiK.

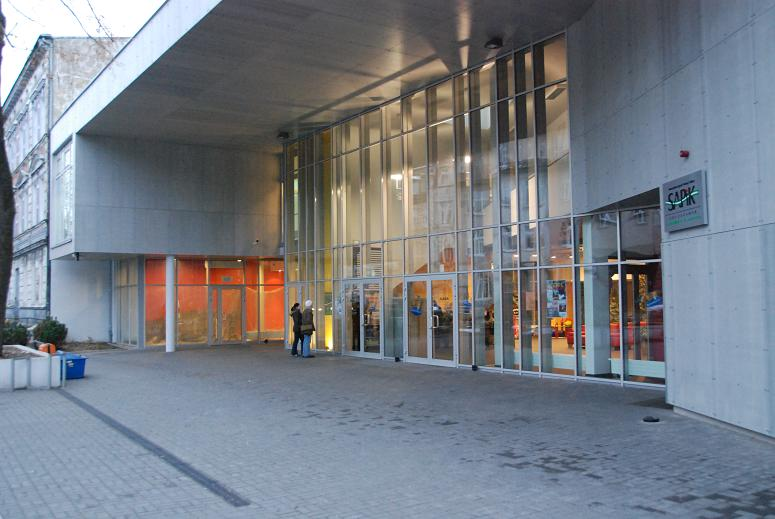
Wejście
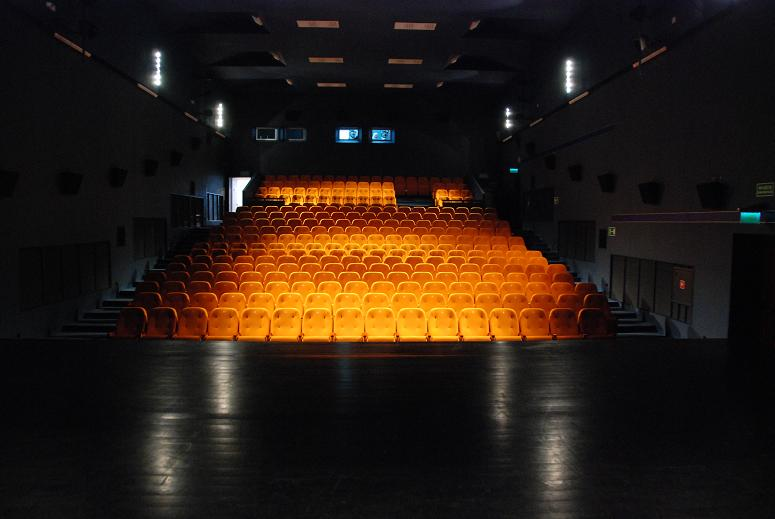
Sala kinowa
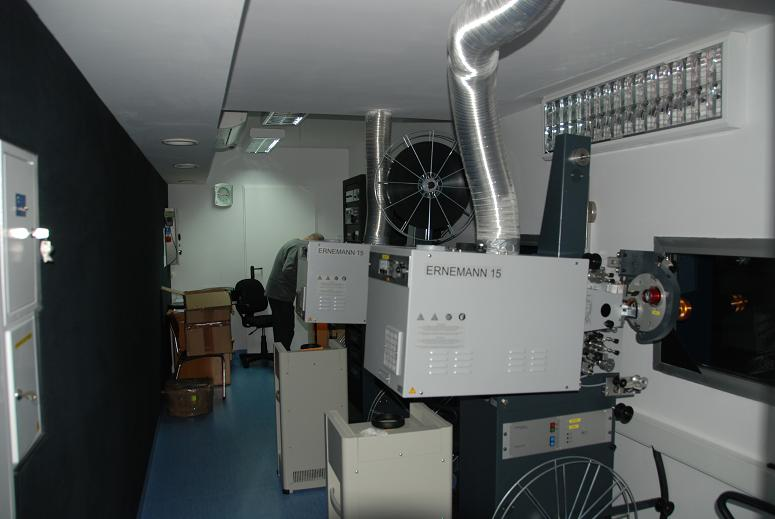
Kabina projekcyjna